# Opolno-Zdrój
Opolno-Zdrój (tuż po roku 1945: Opolówka, niem. Bad Oppelsdorf) – wieś w Polsce położona w województwie dolnośląskim, w powiecie zgorzeleckim, w gminie Bogatynia.

## Położenie
Wieś leży w tzw. Worku Turoszowskim – geograficznie jest to Kotlina Żytawska u podnóża Gór Izerskich oraz Gór Łużyckich – około 4 km na południe od Bogatyni i około 10 km na południowy wschód od Turoszowa; tuż przy granicy z Czechami. Przez wieś przepływa potok o nazwie Jaśnica.

## Podział administracyjny
W granicach Polski Opolno-Zdrój znajduje się od 1945 r. W latach 1945–1954 Opolno-Zdrój było siedzibą wiejskiej gminy Opolno Zdrój, do której należały pobliskie mniejsze wioski: Porajów, Sieniawka, Kopaczów, Białopole, Jasna Góra oraz Rybarzowice i Biedrzychowice Górne. Siedziba urzędu znajdowała się w dzisiejszym budynku biblioteki. W latach 1975–1998 miejscowość położona była w województwie jeleniogórskim.

## Demografia
Według Narodowego Spisu Powszechnego (marzec 2011) liczyło 1194 mieszkańców i było drugą co do wielkości miejscowością gminy Bogatynia.

## Nazwa
W 1947 roku wprowadzono urzędowo nazwę Opolno Zdrój, zastępując poprzednią niemiecką nazwę Bad Oppelsdorf. Nazwa z dywizem Opolno-Zdrój została zatwierdzona urzędowo przez MSWiA.

## Historia
W roku 1370 było częścią majątku Zawidów należącego wówczas do rodziny von Biberstein, których olbrzymie dobra rozciągały się od Żar na północy po Frydlant na południu. Po raz pierwszy z nazwy wymienione w dokumencie z roku 1436. Górnictwo węgla brunatnego rozpoczęło się w Opolnie w roku 1802. W okolicy rozwijał się również przemysł włókienniczy (głównie tkactwo), uprawiano len oraz tytoń.
W roku 1836 odkryto lecznicze właściwości opoleńskich wód (głównie żelazisto-siarkowo-witriolowe) i od tej pory miejscowość zaczęła nabierać uzdrowiskowego charakteru – odtąd w nazwie wsi znalazł się człon Bad, a później Zdrój. Dzięki nim oraz występującym tu także borowinom stało się Opolno-Zdrój ośrodkiem walki z reumatyzmem, artretyzmem, anemią, leczono tu również nerwobóle, paraliże, schorzenia kurczowe i skórne, dolegliwości kobiece; u szczytu swej popularności (początek XX wieku) nazywane było saskimi Cieplicami; liczne pensjonaty, domy zdrojowe i zakłady kąpielowe zwane Łazienkami. We wszystkich zakładach kuracjusze (głównie Czesi i Saksończycy) otrzymać mogli różne zabiegi, tym kąpiele: borowinowe, kropelkowe, parowe, mineralne, w wywarach z kory i szpilek świerkowych, powietrzne oraz świetlne. Pomimo dość szerokiego zakresu świadczonych zabiegów Opolno  pozostało zawsze małym i cichym kurortem o znaczeniu lokalnym. Roczna frekwencja wynosiła rocznie zaledwie kilkuset kuracjuszy.
Miejscowość nie uległa zniszczeniu w czasie II wojny światowej, jednak jej następstwa położyły kres rozwojowi uzdrowiska. W nowych granicach politycznych straciła znaczenie linia kolejowa z Żytawy przez czeski Frydlant do Mirska, która łączyła Opolno ze Śląskiem. Miejscowość utraciła łączność z resztą województwa. Zaostrzone przepisy graniczne ograniczyły ruch turystyczny. Jeszcze leczono tutaj reumatyzm, ale brak decyzji Centralnego Zarządu Uzdrowisk doprowadził do szybkiej dewastacji urządzeń i domów zdrojowych i w 1957 r. uzdrowisko już nie funkcjonowało.
Równocześnie intensyfikowano wydobycie węgla brunatnego metodą odkrywkową – w 1959 r. Rada Ministrów podjęła uchwałę w sprawie budowy kombinatu górniczo-energetycznego, co spowodowało nieodwracalne zmiany m.in. hydrogeologiczne w regionie, w tym zanik wód zdrojowych. W byłych domach uzdrowiskowych zamieszkali górnicy. Spalanie węgla pochodzącego z Zagłębia Turoszowskiego, następujące nieopodal – w Elektrowni Turów w Bogatyni, spowodowało zanieczyszczenie powietrza w okolicy. Eksploatacja ogromnych złóż doprowadziła również do całkowitego przeobrażenia regionu w monstrualnych rozmiarów krater (wymiary: 10 km × 6 km), otoczony potężnymi hałdami i gigantycznymi maszynami górniczymi.
Wieś stopniowo od strony północnej pochłaniana jest przez odkrywkę Kopalni Turów. Zachowały się jednak nieliczne przykłady architektury łużyckiej, kościół z końca XIX w. oraz park zdrojowy.

## Zabytki
- kościół ewangelicki, później rzymskokatolicki, parafialny, pw. św. Narodzenia Najświętszej Marii Panny, z przełomu XIX/XX w., siedziba parafii należącej do metropolii wrocławskiej, diecezji legnickiej, w dekanacie Bogatynia. Wpisany do wojewódzkiego rejestru zabytków[8].

## Edukacja
- Szkoła Podstawowa im. Polskiego Czerwonego Krzyża, do której uczęszczają dzieci z Opolna oraz Białopola i Jasnej Góry.